# Jeanne Darville
Jeanne-Yvonne Maria Darville (* 18. August 1923 in Frederiksberg; † 9. Mai 1995 in Gentofte) war eine dänische Schauspielerin.

## Leben und Wirken
Jeanne Darville wuchs in Frederiksberg auf. Ihre Mutter war Norwegerin, ihr Vater war Franzose.
Darville stand bereits als 16-jährige in Nebenrollen vor der Kamera. Von 1943 bis 1945 absolvierte sie ihre Schauspielausbildung an der Eleveskole des Königlichen Theaters Kopenhagen, wo sie im Jahr 1946 ihr Bühnendebüt hatte und auch langjähriges Ensemblemitglied war. Sie gastierte auch am Folketeatret, Odense Teater, Aarhus Teater, Betty-Nansen-Theater, Frederiksberg-Theater und am Det Ny-Theater. Von 1939 bis 1978 wirkte Darville in mehr als 30 Film-und-Fernsehproduktionen mit.

## Privates
Jeanne Darville war in erster Ehe von 1943 bis 1949 mit dem Geschäftsmann Jørgen Lunding-Petersen verheiratet. Aus der Ehe stammt eine Tochter.
In zweiter Ehe war sie von November 1949 bis Mai 1961 mit dem Schauspieler William Rosenberg verheiratet. Aus der Ehe gingen zwei Töchter und zwei Söhne hervor.
In dritter Ehe war sie von 1961 bis 1964 mit dem Schauspieler Frits Helmuth verheiratet. Aus der Ehe ging eine Tochter hervor.
Jeanne Darville starb am 9. Mai 1995 im Alter von 71 Jahren in Gentofte. Ihre Grabstätte befindet sich auf dem Vestre-Katolske-Kirkegard in Kopenhagen.

## Filmografie (Auswahl)
- 1951: Straße zur Heimat
- 1958: Wenn alle Stricke reißen (Verdens rigeste pige)
- 1966: Kleine Sünder – große Sünder (Min søsters børn)
- 1966: Ich, ein Liebhaber? (Jag - En älskare)
- 1967: Sünder überall (Min søsters børn på bryllupsrejse)
- 1969: Löckchen – ein nackter Spatz in fremden Federn (Tumult)